# تسوربیرگ
شهر تسوربیرگ (به آلمانی: Zörbig) در ایالت زاکسن-آنهالت در کشور آلمان واقع شده‌است.

## نگارخانه

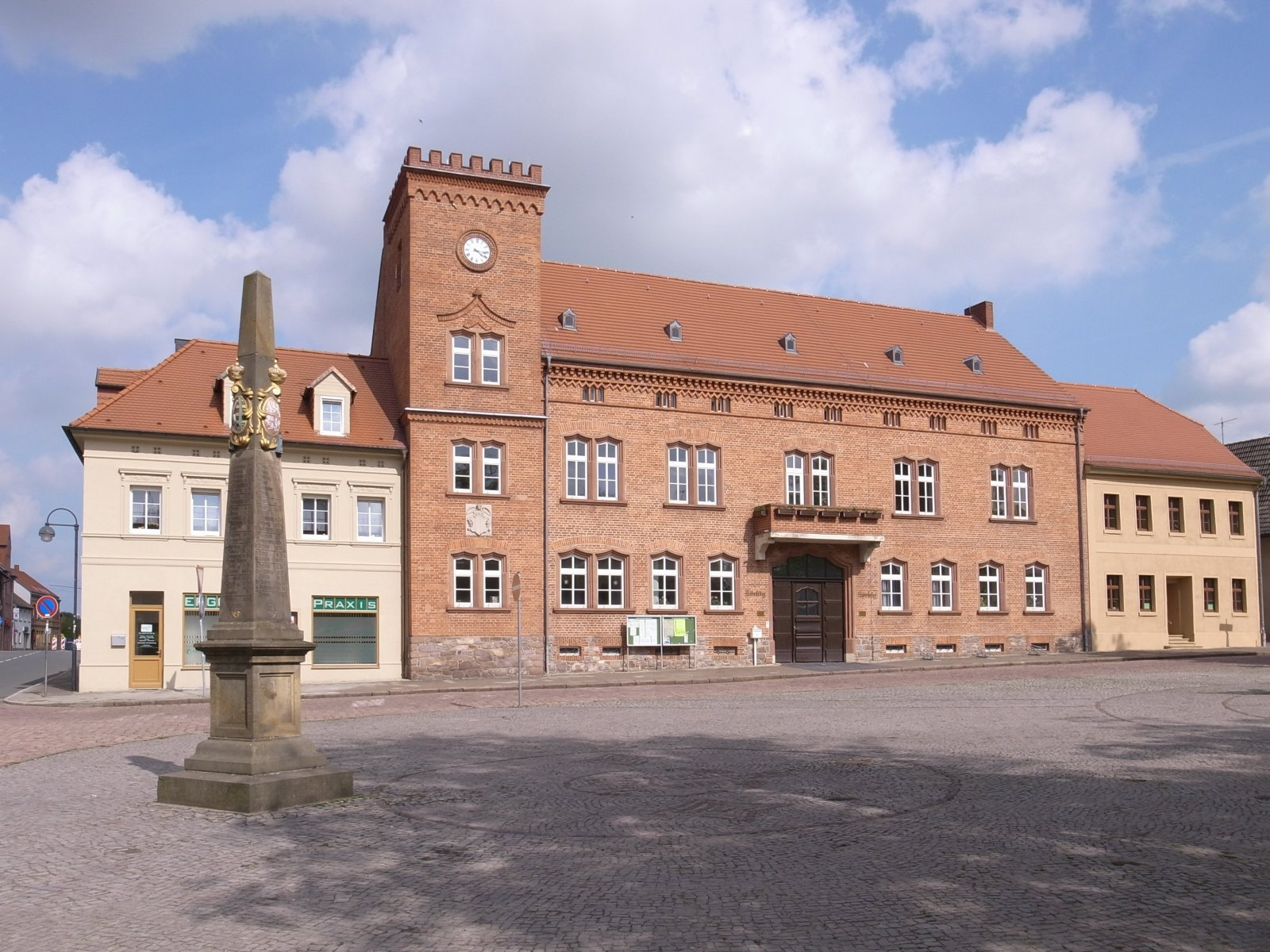
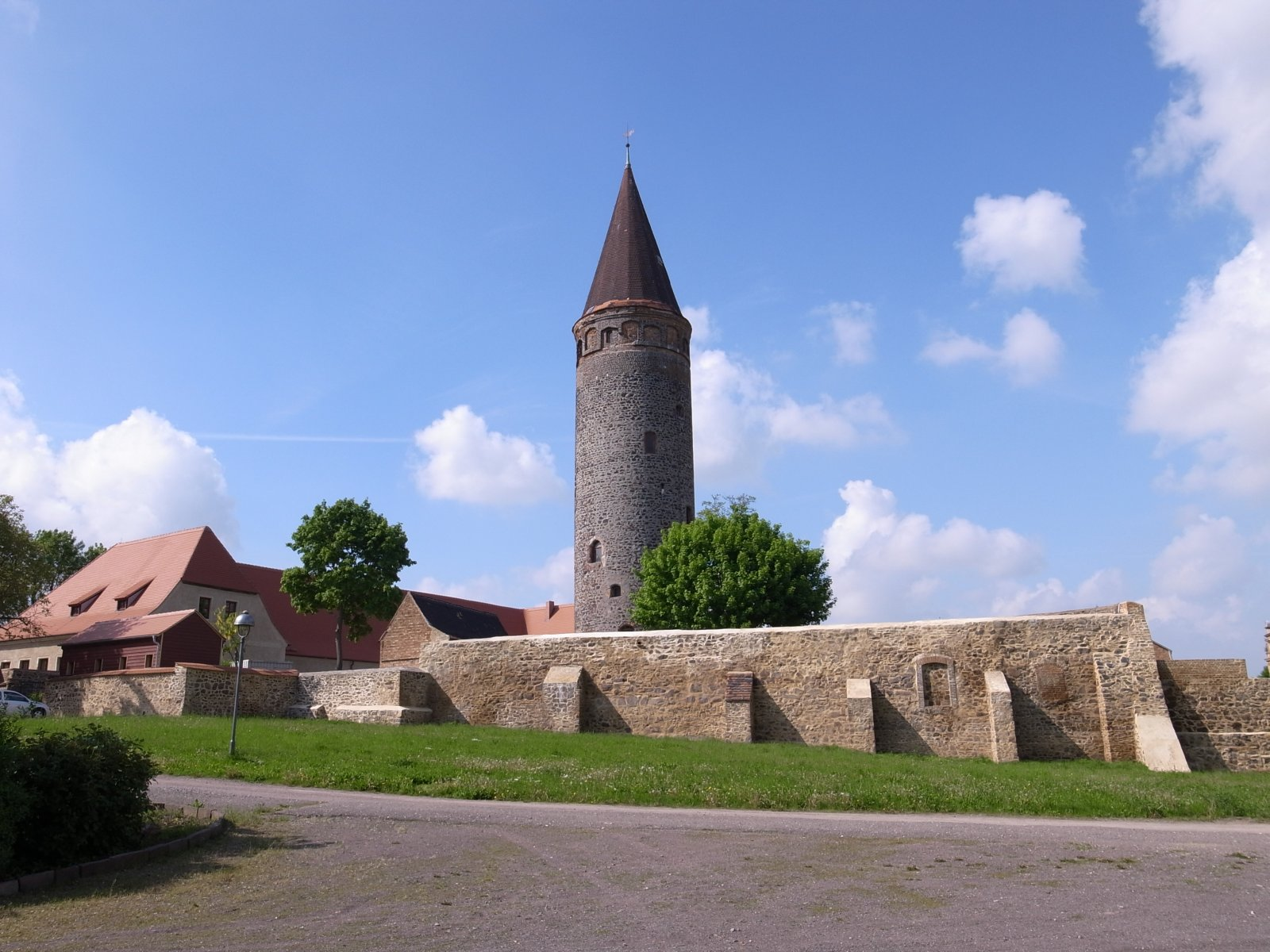
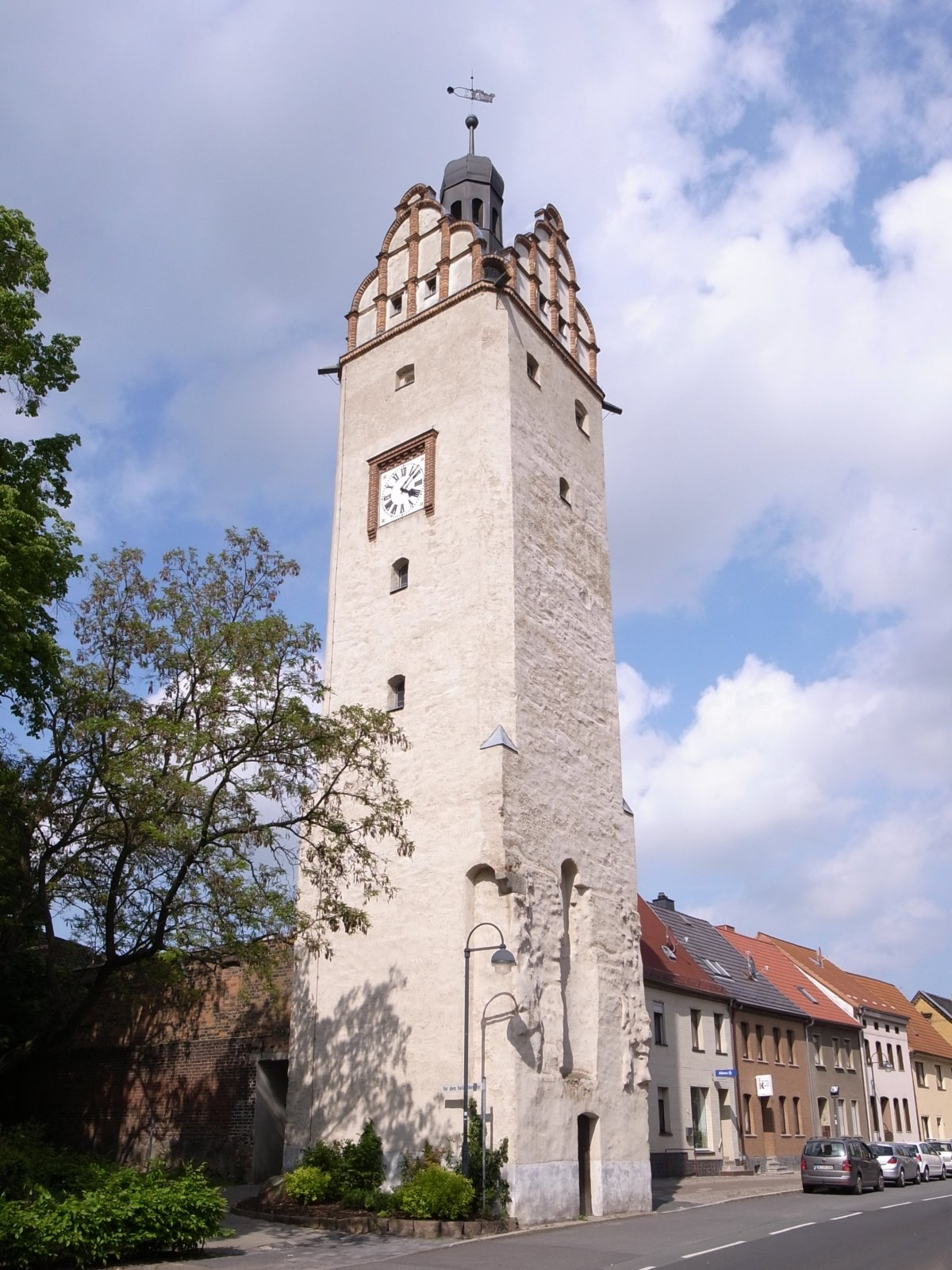